# Mikko Esko
Mikko Esko est un joueur finlandais de volley-ball né le 3 septembre 1978 à Vammala (Pirkanmaa). Il mesure 1,98 m et joue passeur. Il totalise 133 sélections en équipe de Finlande.

## Clubs
| Club                 | Pays      | De        | À         |
| -------------------- | --------- | --------- | --------- |
| Vammalan Lentopallo  | Finlande  | 1995-1996 | 1996-1997 |
| Keski-Savon Pateri   | Finlande  | 1997-1998 | 2000-2001 |
| TSV Unterhaching     | Allemagne | 2001-2002 | 2002-2003 |
| Noliko Maaseik       | Belgique  | 2003-2004 | 2004-2005 |
| Sempre Volley Padoue | Italie    | 2005-2006 | 2007-2008 |
| Gabeca Montichiari   | Italie    | 2008-2009 | 2008-2009 |
| Pallavolo Modène     | Italie    | 2009-2010 | …         |

## Palmarès
- Championnat de Belgique (1)
  - Vainqueur : 2004
- Championnat de Finlande (1)
  - Vainqueur : 1999
- Coupe de Finlande (1)
  - Vainqueur : 1999